# Bitka pri Pteriji
Bitka pri Pteriji (antično grško starogrško Πτερία, Ptería) je bil vojaški spopad med perzijsko vojsko Kira II. Velikega in napadalsko vojsko lidijskega kralja Kreza leta 547 pr. n. št.. Krez je bil v bitki poražen in prisiljen na umik na zahod v svoje kraljestvo.

## Ozadje
Lidijci in Medijci so se nekaj časa pred tem dogovorili, da bo naravna meja med njihovima imperijema reka Halis (Kızılırmak, Turčija). Ko je Krez izvedel za nenaden upor Perzijcev in poraz svojih dolgoletnih rivalov Medijcev, je poskušal izkoristiti priložnost za širitev svojega kraljestva proti vzhodu. Sklenil je zavezništvo s Kaldejci, Egiptom in več grškimi mestnimi državama, vključno s Sparto. 

## Motivi
Krez je morda nameraval ponovno ustoličiti svojega svaka Astjaga na medijski prestol. Mogoče je tudi, da je hotel preprečiti perzijsko invazijo na Lidijo. 

## Bitka
Kir je s svojo vojsko nameraval preprečiti lidijsko invazijo na Medijo. Zimska bitka je bila očitno silovita, vendar se je končala brez zmagovalca. Krez se je umaknil čez reko Halis. Herodot poroča, da Lidijci niso uspeli poraziti Perzijcev, delno tudi zato, ker so imeli manj vojakov in so se prezgodaj umaknili iz bitke. Perzijci so razglasili medijsko ozemlje za svoje, zato so bili v strateškem smislu zmagovalci. Bitka jim je pripomogla vključiti Kapadokijo v svoje novoustanovljeno Ahemenidsko cesarstvo.

## Posledice
Za zgodovinarje je izid bitke še vedno nejasen in predmet razprav. Krez je pred svojo invazijo za nasvet vprašal preročišče v Delfih. Preročišče mu je odgovorilo dvoumno:  »Če bo šel  kralj Krez preko reke Halis, bo uničeno veliko cesarstvo«. Krez se je prerokbe razveselil in sprožil vojno, v kateri pa ni bilo uničeno perzijsko ampak njegovo cesarstvo. Bitki pri Pteriji je kmalu sledila bitka bitka pri Timbri, ki se je končala s prepričljivo zmago Kira Velikega.